# NHL
Nacionalna hokejska liga (kratica NHL, angleško National Hockey League) je profesionalna liga v hokeju na ledu, ki jo sestavlja 31 moštev iz Severne Amerike. V svetu se jo obravnava kot najprestižnejšo hokejsko ligo na svetu  in kot eno najbolj cenjenih profesionalnih športnih lig v Severni Ameriki. Vsako leto se zmagovalcu lige podeli pokal Stanleyjev pokal, ki je najstarejši severnoameriški pokal v profesionalnem športu.
Liga je bila ustanovljena leta 1917 v Montrealu, Quebec, Kanada. Njen predhodnik je bila organizacija National Hockey Association (NHA), ustanovljena leta 1909. Sprva so sodelovalo 4 moštva, po seriji širitev, krčenj in premestitev liga trenutno vsebuje 30 moštev, 24 iz ZDA in 6 iz Kanade. Po neuskladitvi pogajalskih izhodišč med ligo in igralci v sezoni 2004/05, ki je vodila do končne odpovedi celotne sezone, je liga uprizorila uspešen povratek z rastjo prihodkov in dobička. Leta 2009 je liga zabeležila rekordno število sponzorjev, televizijskih gledalcev in obiskovalcev.
NHL vleče mnoge nadarjene igralce z vsega sveta. Trenutno ima liga igralce iz okoli 20 držav. Kanadčani so zgodovinsko gledano prednjačili, kar se tiče narodnosti. Vzrok temu je, da tako šport kot liga izvirata iz Kanade. V zadnjih 25 letih je narasel odstotek ameriških in evropskih igralcev, predvsem zaradi širitev v ZDA, visokega standarda igre in dostopnosti nadarjenih evropskih igralcev.

## Moštva
NHL je nastala leta 1917 s štirimi moštvi in po seriji moštvenih širitev, izstopov in premestitev trenutno v ligi nastopa 30 moštev, od tega 24 iz ZDA in 6 v Kanadi. Najuspešnejše moštvo so Montreal Canadiensi s 24 naslovi; v štirih glavnih severnoameriških športnih ligah ima od Montreal Canadiensov več naslovov le New York Yankees v Glavni bejzbolski ligi, ki ima dva naslova več. Drugo najuspešnejše moštvo je Toronto Maple Leafs s 13 naslovi, a niso od leta 1967 osvojili nobenega. Najuspešnejše ameriško moštvo je Detroit Red Wings z 11 naslovi. Najdaljši niz zaporednih naslovov imajo Montreal Canadiensi, ki so od 1955/56 do 1959/60 zmagali petkrat; New York Islanders (1980-83) in Montreal Canadiens (1976-79) imata po štiri. Ekipa Montreal Canadiensov iz leta 1977, drugo moštvo s štirimi zaporednimi naslovi, je bila s strani televizijske mreže ESPN imenovana za drugo največje športno moštvo vseh časov.
Od vseh glavnih lig v Severni Ameriki je NHL edina, v kateri igrajo tekme na prostem. Te tekme sicer izvajajo le v Ottawi in Washingtonu. 
Trenutno vodstvo lige deli moštva v dve konferenci. Vsaka konferenca se nadalje deli v tri divizije in vsaka divizija ima 5 moštev. Zdajšnja organizacija lige izvira iz sezone 1998/99, ko sta bili k štirim že obstoječim divizijam dodani še dve. Trenutno število moštev izhaja iz sezone 2000/01, ko sta se ligi pridružila Minnesota Wild in Columbus Blue Jackets. 

## Poreklo igralcev

### Slovenski igralci
Edina slovenska hokejista, ki sta zaigrala na prvenstvenih tekmah lega NHL sta Anže Kopitar, ki je debitiral leta 2006 v dresu Los Angeles Kingsov, in Jan Muršak, ki je debitiral leta 2010 v dresu Detroit Red Wingsov. Kar nekaj pa jih je igralo na pripravljalnih oziroma prijateljskih tekmah: Tone Gale, Albin Felc, Ivo Jan starejši, Viktor Tišlar, Rudi Hiti, Tomaž Razingar in Edo Terglav. Na naboru lige NHL so bili do sedaj izbrani Edo Terglav, Jure Penko, Marcel Rodman, Anže Kopitar, Jan Muršak in Jan Drozg. Ob tem pa je v ligi NHL igralo še večje število igralcev slovenskega rodu, vratar Frank Brimsek, Stan Smrke, John Smrke, Matt Stajan, Ed Kastelic, Greg Kužnik, John Jakopin, Steve Bozek, John Gruden, Les Kuntar, Wade Belak, Randy Velischek, Dean Malkoc, Bill Hajt, Chris Hajt in drugi.

## Priljubljenost
NHL se šteje med 4 velike profesionalne športne lige v Severni Ameriki, poleg Glavne bejzbolske lige, lige ameriškega nogometa National Football League in košarkarske lige National Basketball Association. Izmed štirih lig ima hokej na ledu najmanjšo skupno bazo navijačev, najnižje prihodke od televizijskih prenosov in najmanj sponzorjev. Liga je sicer zelo priljubljena v Kanadi, kjer je hokej na ledu izmed športov tudi najbolj priljubljen. Čeprav NHL nima ene največjih baz navijačev, pa je zato njena baza najpremožnejša od štirih. Študije družbe Sports Marketing Group, ki so potekale od 1998 do 2004, kažejo, da je navijaška baza lige NHL še celo dosti premožnejša od tiste, ki jo drži tekmovanje v golfu PGA Tour.
NHL je ugotovila, da več kot polovica njene navijaške baze izvira iz zunanjih tržišč. Od leta 2008 si tako NHL pod vodstvom Johna Collinsa, ki zaseda funkcijo "chief operating officer", prizadeva za napredek in širitev na podlagi digitalne tehnologije, s čimer bi hokejske derbije lahko uspešneje približala tujim tržiščem. Posledično je liga leta 2009 dosegla rekordno število sponzorjev in televizijskih gledalcev.